# Aeschynanthus flavidus
Aeschynanthus flavidus là một loài thực vật có hoa trong họ Tai voi. Loài này được Mendum & P.Woods mô tả khoa học đầu tiên năm 1997.